# Ван ден Берг, Солко
Солко Йоханнес ван ден Берг (нидерл. Solko Johannes van den Bergh; 4 июня 1854, Гаага — 25 декабря 1916, Гаага) — нидерландский стрелок, бронзовый призёр летних Олимпийских игр 1900.
На Играх ван ден Берг участвовал в соревнованиях по стрельбе из пистолета и винтовки. В одиночном пистолетном состязании он занял 18-е место, набрав 331 очко. В командном его сборная заняла третье место, выиграв бронзовые медали.
В винтовочной стрельбе стоя он занял 26-е место с 239 очками, с колена 20-ю позицию с 274 баллами, и лёжа снова 20-ю с 292 очками. В стрельбе из трёх позиций, в которой все ранее набранные очки складывались, Берг стал 27-м. В команде он показал худший результат, и она заняла 5-е место.